# Surviv.io
《Surviv.io》是一款運行於網頁上的線上多人平面大逃殺遊戲，在2017年10月時由賈斯汀·基姆（Justin Kim）與尼克·克拉克（Nick Clark）共同發布，並分別在隔年10月、11月於iOS及Android系統上架。與其他同類型的大逃殺遊戲相同，玩家需要以上帝視角在地圖中尋找物資及武器，在逐漸縮小的安全區中與其他玩家即時對戰，該遊戲還支持雙人或四人組隊模式，並可在行動瀏覽器上遊玩。
2019年12月，《Surviv.io》被線上遊戲網站Kongregate收購。
2020年9月，《Surviv.io》在Steam上發布。
2023年2月14日，Kongregate宣布他們將關閉《Surviv.io》。玩家自行創造了類似的遊戲 https://survev.io/ （页面存档备份，存于） and https://expandedwater.online/。 （页面存档备份，存于）

## 遊玩方式

Surviv.io的玩家模型

Surviv.io的玩家在遊戲中被稱為倖存者（Survivr），是由一大兩小圓呈現。在遊戲一開始時，玩家除了拳頭以外什麼都沒有，必須在地圖四處或建築中搜刮物資，包含武器、裝備、彈藥、補品等等。隨著遊戲的進行，地圖四周的紅色區域會逐漸擴大，當玩家被紅色區域所覆蓋時，會隨著時間損失生命值，且遊戲越到後期，紅色區域的傷害越高。每場遊戲的地圖都是隨機生成的，玩家死亡後會掉落所有物品，遊戲勝利的條件是成為最後一名玩家。
該遊戲輪流提供限時模式、獨家武器和物品的特殊遊戲模式。

### 物資
《Surviv.io》中的武器從近距離的霰彈槍和衝鋒槍到遠距離的狙擊步槍和突擊步槍都應有盡有。還可以找到諸如武士刀和子母彈等近戰及投擲武器。大多數武器都需要額外的彈藥，而這些彈藥是可單獨找到的。倍鏡讓玩家能夠更廣闊地觀察周圍的環境，範圍從1倍（最小視野）到15倍（最大視野）不等。頭盔和胸甲可以保護玩家，且有不同的保護級別。玩家能使用消耗性補品來進行治療。

## 開發
《Surviv.io》由賈斯汀·基姆和尼克·克拉克開發。基姆表示，他們在開發遊戲時的設計理念是讓玩家以最快的速度進入遊戲，盡量減少比賽之間的間隔時間。
2019年12月，《Surviv.io》被在線遊戲網站Kongregate收購，接管了遊戲的開發權。該公司在一份新聞稿中表示，他們希望「投資遊戲的功能，尤其是移動設備上的功能」。聯合創始人賈斯汀·基姆表示，團隊「很高興在未來幾年創造新功能並擴展玩家體驗」。
2023年2月14日，Kongregate宣布《Surviv.io》將關閉，原遊戲的連結會也將被重新導向至他們開發的新遊戲《Bit Heroes Arena》。

## 評價
《PC Gamer》對遊戲的快節奏玩法和較短的匹配時間大加讚賞，稱其為「最令人愉快的BR遊戲之一」。
2018年5月，《VG247》將該遊戲描述為「繼《要塞英雄》和《絕地求生》之後最受歡迎的大逃殺遊戲」。

## 外部連結
- 官方网站